# Donja Koretica
Korroticë e Ulët en albanais et Donja Koretica en serbe latin (en serbe cyrillique : Доња Коретица) est une localité du Kosovo située dans la commune/municipalité de Gllogoc/Glogovac, district de Pristina (Kosovo) ou district de Kosovo (Serbie). Selon le recensement kosovar de 2011, elle compte 972 habitants, dont 971 Albanais.

## Démographie

### Évolution historique de la population dans la localité
| 1948 | 1953 | 1961 | 1971 | 1981 | 1991 | 2011 |
| ---- | ---- | ---- | ---- | ---- | ---- | ---- |
| 300  | 289  | 355  | 465  | 644  | 808  | 972  |

|  |